# Rainbow (singel Michała Szpaka)
Rainbow – trzeci singiel polskiego piosenkarza Michała Szpaka promujący płytę Dreamer, mający swoją premierę 3 września 2018 roku. Utwór skomponował Sławomir Sokołowski, a tekst napisała Aldona Dąbrowska. Utwór jest balladą opartą na wokalu artysty i oszczędnym akompaniamencie fortepianu.

## Historia utworu

### Geneza
Utwór skomponował Sławomir Sokołowski, a tekst napisała Aldona Dąbrowska. Singel został wydany w formacie digital download 3 września 2018 roku. Piosenka została wydana jako singiel zapowiadający drugi album studyjny artysty pt. Dreamer, którego premiera odbyła się 7 września 2018 roku. Bardzo kameralny, nastrojowy utwór skłania do refleksji a subtelny wokal artysty potrafi wyzwolić wśród słuchaczy sporo emocji. Do utworu powstała również specjalna wersja lyric video z udziałem wokalisty.

### Teledysk
3 września 2018 roku w serwisie YouTube ukazał się oficjalny teledysk do piosenki, za którego reżyserię odpowiadał Janusz Tatarkiewicz, a za montaż odpowiedzialny był Miron Broda. Producentem teledysku była Agencja Artystyczno-Reklamowa As Plus Sławomira Sokołowskiego oraz MusicArt LTD.

## Lista utworów
- Digital download[2]

1. „Rainbow” – 3:08